# Église orthodoxe de Hakodate
L'église orthodoxe de Hakodate (en japonais : 函館ハリストス正教会) est une église orthodoxe construite en 1859 à Hakodate.